# Piper stenostachys
Piper stenostachys är en pepparväxtart som beskrevs av C. Dc.. Piper stenostachys ingår i släktet Piper och familjen pepparväxter. Inga underarter finns listade i Catalogue of Life.